# George Jamesone

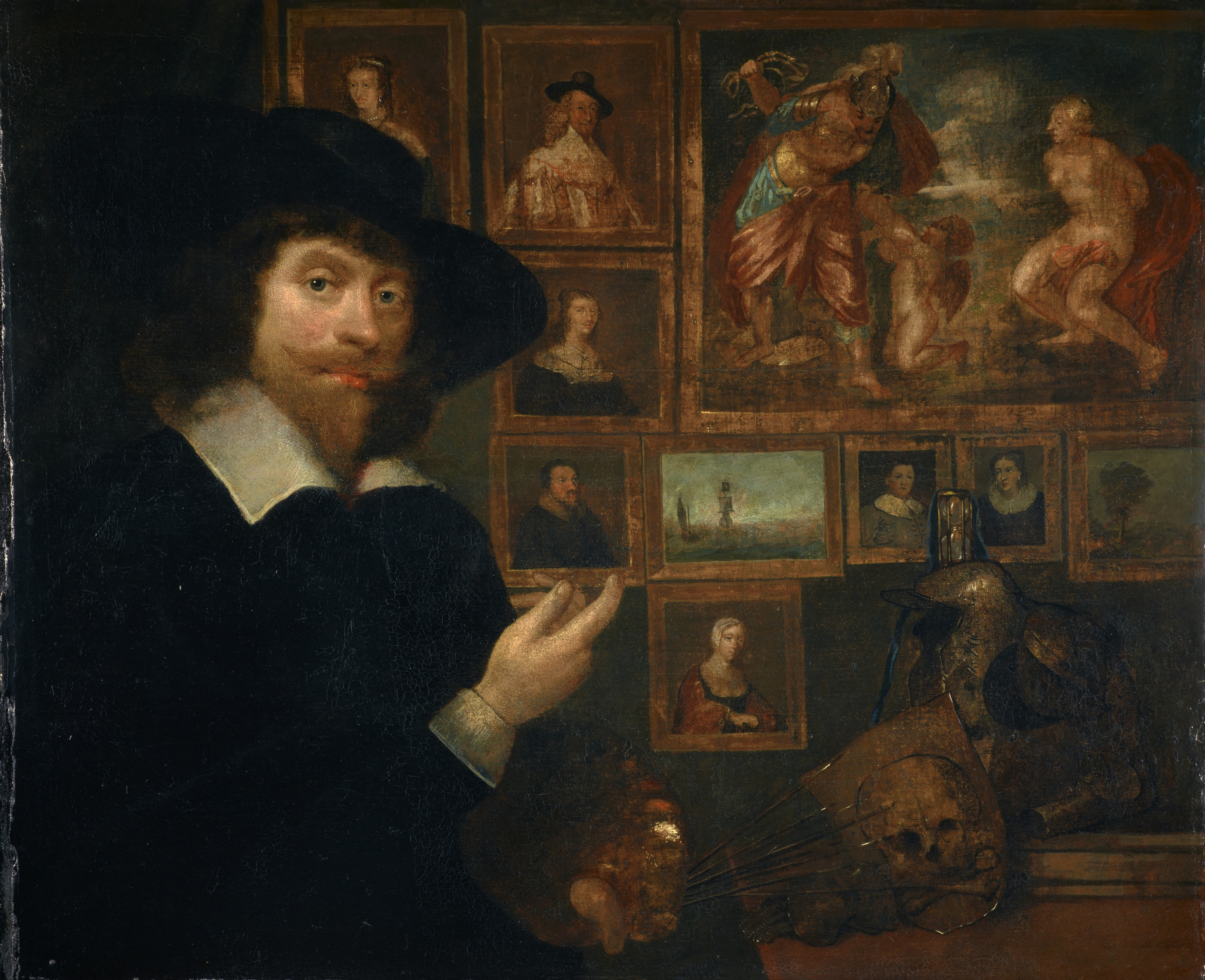
Auto-retrato de George Jamesone (c.1642), Galerias Nacionais da Escócia

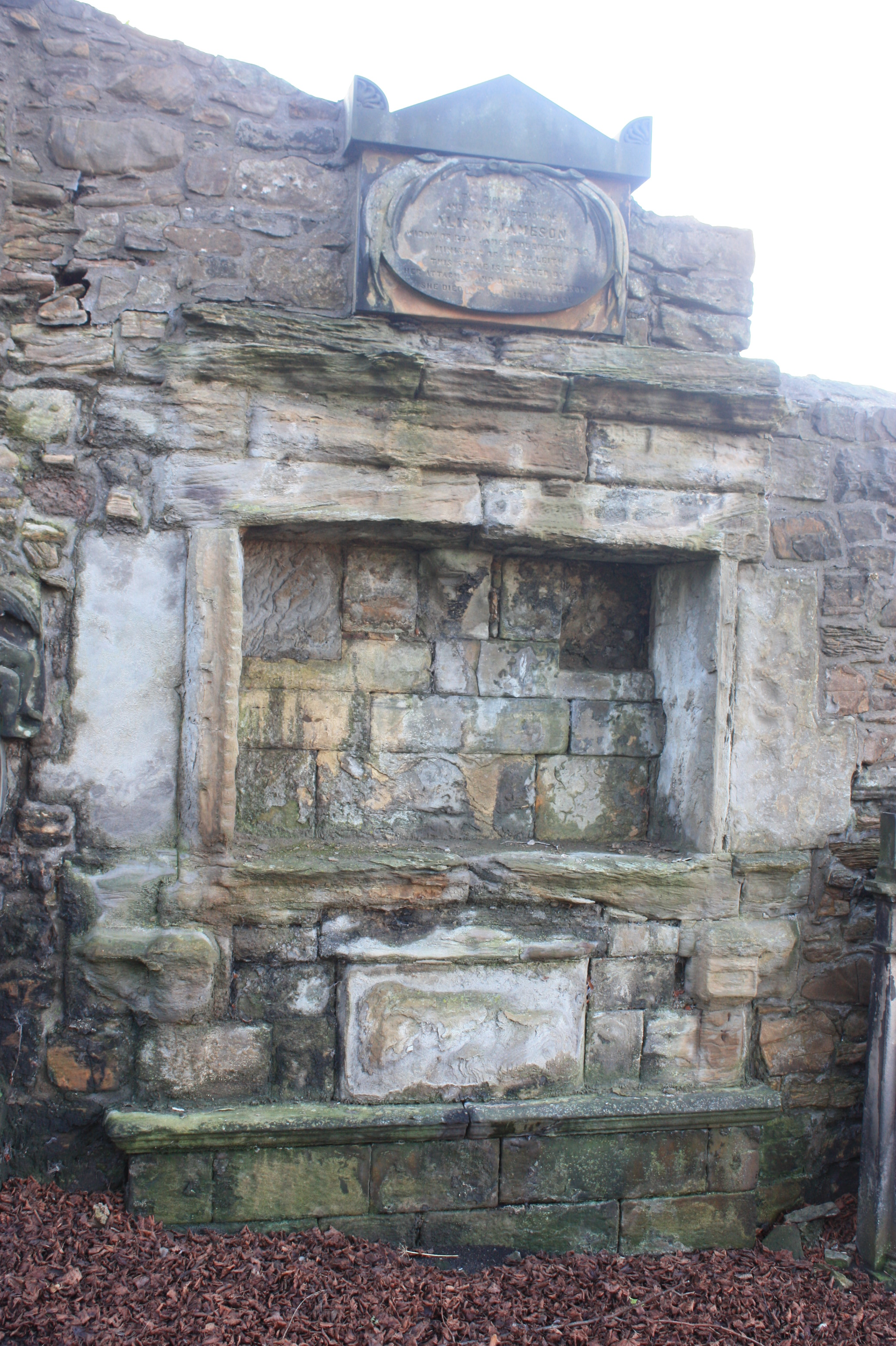
O túmulo de George Jamesone, Greyfriars Kirkyard

George Jamesone (ou Jameson; c. 1587 – 1644) foi o primeiro pintor eminente de retratos da Escócia.

## [2]Primeiros anos
Nasceu em Aberdeen, onde seu pai, Andrew Jamesone, era pedreiro. Frequentou a escola primária perto de sua casa em Schoolhill e acredita-se que tenha estudado no Marischal College. Diz a lenda que estudou com Rubens em Antuérpia junto de Antoon van Dyck. Isso ainda está para ser comprovado, pois seu nome não parece ser anotado nos registros da guilda da cidade. Como Rubens estava isento de registrar alunos, a ausência do nome de Jamesone não significa que o pintor definitivamente não estudou lá.

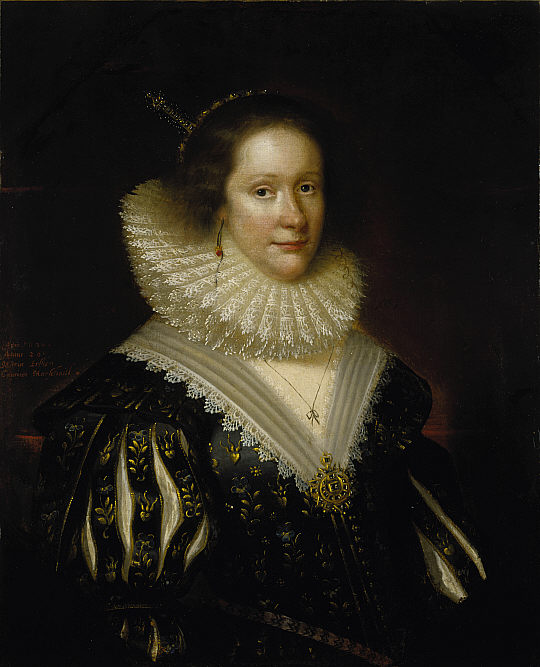
Mary Erskine

Certamente concluiu um aprendizado sob a supervisão de seu tio, John Anderson, que era um popular pintor decorativo em Edimburgo no início do século XVII. 
Terminou este treinamento em 1618. Não é registrado como estando em Aberdeen novamente até 1620. Se o escocês tivesse ido para Antuérpia, teria que ter sido entre os anos de 1618 a 1620.

## Carreira
Enquanto em Aberdeen, fez seu nome pintando retratos de acadêmicos e estudiosos locais das duas faculdades da cidade: King's e Marischal. Em 1633, quando Carlos I fez sua grande visita real a Edimburgo, Jamesone passou da fama local para a nacional. Nessa ocasião, o pintor foi convidado a decorar um arco triunfal altamente elaborado, com os retratos de todos os reis do passado da Escócia. Também recebeu a honra de pintar o retrato do próprio Carlos. Dizem que o rei ficou tão satisfeito com o resultado que lhe deu um anel do próprio dedo como recompensa.
Depois de ouvir a aprovação do rei, muitos dos nobres escoceses desejavam ser pintados pelo agora altamente respeitável George Jamesone. Um de seus melhores exemplos é o de Mary Erskine, que está em exibição na Galeria Nacional da Escócia. Tinha casas e estúdios em Aberdeen (em Schoolhill, em frente à Igreja de São Nicolau) e em Edimburgo (na Royal Mile, ao lado da John Knox House). Ter duas bases lhe permitiu atender às demandas de centenas de clientes do norte ao sul do país.
Morreu em Edimburgo em 1644 e foi enterrado em Greyfriars Kirkyard, no centro da cidade. A sepultura é em grande parte ilegível, mas fica na parede leste do cemitério original.

## Legado

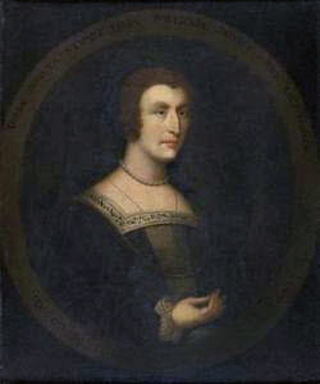
Senhora Janet Stewart

Seu aluno John Michael Wright também passou a ser um pintor de retratos muito importante na arte britânica do século XVII. Embora tenha vários filhos com sua jovem esposa de Aberdon, Isabella Tosche, apenas um viveu até a idade adulta. Esta era sua filha mais nova, Mary. Mary Jamesone herdou os talentos artísticos de seu pai e se destacou no artesanato de bordados. Quatro exemplos de sua destreza, todos cenas do Antigo Testamento e dos livros apócrifos, podem ser vistos até hoje na Igreja de São Nicolau, em Aberdeen.